# Micrabraxas cupriscotia
Micrabraxas cupriscotia là một loài bướm đêm trong họ Geometridae.